# Robert Menendez
Robert «Bob» Menendez (Nueva York, 1 de enero de 1954) es un abogado y político estadounidense condenado por corrupción y cohecho. Ejerció como senador de los Estados Unidos por Nueva Jersey desde 2006 a 2024. Miembro del Partido Demócrata, en enero de 2006 fue designado por el entonces senador Jon Corzine para ocupar su lugar, que se encontraba vacante luego que Corzine renunciara al Senado para ejercer como gobernador de Nueva Jersey. Con posterioridad, Menéndez obtuvo el cargo en noviembre de ese año en la elección general, y fue reelegido para el mismo en 2012 y 2018.
Es padre del congresista estadounidense Robert Menendez.
Antes de ser designado para el Senado ejerció como representante del 13.º distrito congresional de Nueva Jersey en la Cámara de Representantes de Estados Unidos desde 1993 hasta 2006. Es la primera persona de orígenes latinos en representar a Nueva Jersey en el Senado de Estados Unidos.

## Biografía

### Vida privada
Menéndez nació en la Ciudad de Nueva York.  Sus padres, de origen cubano, fueron Evangelina y Mario Menéndez. Huyeron de Cuba en 1953 por desaprobar el gobierno de Batista, estableciéndose entonces en la ciudad de Nueva York. El padre era carpintero y la madre costurera. Creció en Union City, Nueva Jersey, graduándose por la Union Hill High School.
Después de graduarse con un B.A. por el Saint Peter's College, estuvo en Rutgers School of Law-Newark en Newark, donde obtuvo el grado académico de Juris Doctor (J.D.), es decir, Doctor en Jurisprudencia. Es cofrade de la Fraternidad Lambda Theta Phi Latin Fraternity, Inc. Fue admitido en el Colegio de Abogados de Nueva Jersey (Bar Association) en 1980 y ejerció como abogado de forma privada.
Contrajo matrimonio con Jane Jacobsen, profesora del Union City Board of Education, y tuvieron dos hijos: Alicia, graduada por la Universidad de Harvard, y Robert, estudiante en la University of North Carolina at Chapel Hill. Menéndez y Jacobsen se encuentran actualmente divorciados.
Durante su tiempo libre, Robert Menéndez ayuda a los futuros líderes de Estados Unidos. El último día de la New Jersey American Legion Boys State en 2008, Robert Menéndez fue un importante orador.

## Inicios en política
En 1973, a la edad de 19 años, mientras asistía al Saint Peter's College en Jersey City, inició una petición contra su mentor, el entonces alcalde de Union William Musto, para reformar el concejo de educación local. Fue elegido al Concejo de Educación de Union City en 1974, y posteriormente daría testimonio en contra de Musto en un juicio ante la corte, lo que finalizó con la imputación y sentencia a prisión de Musto.
Menéndez fue elegido alcalde de Union City en 1986 y ejerció el cargo hasta 1992. Siendo alcalde, sirvió simultáneamente en la Legislatura de Nueva Jersey, una práctica común para los políticos de Nueva Jersey. Estuvo en la Asamblea General de Nueva Jersey desde 1987 hasta 1991 y en el Senado de Nueva Jersey desde 1991 hasta 1993, después de la muerte de Christopher Jackman.

### Carrera política
Se desempeñó como congresista por el distrito catorce de Nueva Jersey de 1992 al 2005, donde ganó amplia fama entre la comunidad latina como defensor de los migrantes.
Llegó al Senado en sustitución de Jon Corzine, quien había dejado su escaño para ocupar la gobernatura del Estado de Nueva Jersey en el 2005.
Miembro del lobby cubano-americano, en 2016 promulgó un proyecto de ley conocido como "Nica Act" que tiene como objetivo limitar el acceso de Nicaragua a préstamos internacionales.

## Elección senatorial de 2006
Menéndez compitió exitosamente en la carrera senatorial de 2006, manteniendo su asiento en el Senado. En la elección general de noviembre de 2006 venció al Republicano Thomas Kean, Jr., actual «whip» de la minoría de Senado de Nueva Jersey, hijo del exgobernador del estado Thomas Kean. 
La competición había hecho a los Republicanos concebir la esperanza de arrebatar un escaño a los Demócratas. Con el 99% de los precintos reportados, Menéndez se levantaba con 1.156.237 votos o 53% ante los 971.757 o 45% de Kean. Sin embargo, el margen de victoria de Menéndez fue el menor para un competidor Demócrata en funciones durante 2006, lo que puede estar relacionado con el hecho de que Menéndez había servido menos de un año en el Senado en el momento de la reelección.
Menéndez fue apoyado por importantes periódicos que cubrían las elecciones políticas en Nueva Jersey: The New York Times, The Philadelphia Inquirer, The Star-Ledger, y The Record.

## Amenazas a la OEA
Bob Menéndez sugirió en 2009 que, en caso de consumarse la reincorporación de Cuba a la Organización de Estados Americanos, EE. UU. debería suspender el aporte de fondos, que representan algo más del 60% del presupuesto de la organización.

## Investigación por corrupción, destitución y condena
En 2013, surgieron informes de que un gran jurado federal en Miami estaba investigando a Menéndez con respecto a su papel en la defensa de los intereses comerciales del oftalmólogo de Florida Salomon Melgen, uno de sus amigos cercanos y principales donantes.  El 1 de abril de 2015, el Departamento de Justicia de los Estados Unidos acusó tanto a Menéndez como a Melgen, entre otros delitos de soborno, fraude y declaraciones falsas.
Según la acusación, Menéndez pidió a altos funcionarios del Departamento de Estado que presionen al gobierno de la República Dominicana para hacer cumplir un contrato de seguridad portuaria que beneficiaría a la compañía de Melgen mientras que al mismo tiempo Melgen prometía dar 60.000 dólares a la campaña política de Menendez. Los fiscales también acusaron que Menéndez actuó como el "senador personal" de Melgen, ayudando a obtener visas estadounidenses  para varias de las novias del empresario.
Menéndez fue acusado de aceptar a cambio una serie de beneficios de Melgen, incluidos viajes en el jet privado de Melgen, también donó una cantidad sustancial de dinero para beneficiar las campañas políticas de Menendez, y los fiscales afirman que  750,000 de esas contribuciones estaban vinculadas a los beneficios personales que Menéndez aceptó. El juicio de Menéndez comenzó el 6 de septiembre de 2017 ante el juez William H. Walls del Tribunal de Distrito de los Estados Unidos para el Distrito de Nueva Jersey.
En enero de 2014 el FBI inició otra investigación hacia Menéndez, acusado de crimen federal por haber ayudado a los hermanos Isaías, un par de fugitivos ecuatorianos buscados en su país desde fines de los 90s por cargos de malversación a los clientes del banco Filanbanco de su propiedad.
En 2015 la Unidad de Integridad Pública del Departamento de Justicia lo investigó por corrupción y presentó 18 cargos en su contra, algunos de los cuales son penados hasta con 15 años de prisión, Bob por su parte realizó tres apelaciones que realizó para que se desecharan distintas imputaciones -la última ante la Corte Suprema- le fueron denegadas. Fuentes periodísticas como la CNN y el portal Cubadebate divulgaron los correos electrónicos, facturas de hoteles, vacaciones gratuitas, pasajes aéreos y tarjetas de crédito como elementos que probarían los sobornos que recibió.  La Justicia le atribuye a Menendez ayudar a su amigo Salomón Melgen a conseguirle un contrato de 500 mil dólares para ofrecer servicios de seguridad portuaria en el país del Caribe. También se investiga los 750 mil dólares que recibió  en fondos de campaña.
El 16 de noviembre de 2017, el juez Walls declaró nulo el primer juicio en su contra.
El 22 de septiembre de 2022, Menéndez fue acusado de cohecho por la Fiscalía federal para el distrito sur de Nueva York. La fiscalía lo acusa de haber recibido sobornos de varios empresarios y de haber entregado información confidencial del gobierno estadounidense al gobierno egipcio. Después de la denuncia en su contra el senador renunció a su cargo como presidente del Comité de Relaciones Exteriores del Senado de los Estados Unidos.
El 16 de julio de 2024, Robert Menéndez fue declarado culpable de 16 cargos de soborno por un jurado del estado de Nueva York en su juicio federal por cohecho.

## Condecoraciones
- Gran Cruz de Isabel la Católica[20]
- Orden de Makarios III[21]
- Estrella de la Orden de Honor[22]